# Exormotheca bischleri
Exormotheca bischleri là một loài rêu trong họ Exormothecaceae. Loài này được Furuki & Higuchi mô tả khoa học đầu tiên năm 2006.